# ユー・エス・ジェイ
合同会社ユー・エス・ジェイ（英文商号：USJ LLC.）は、ハリウッド映画のテーマパークであるユニバーサル・スタジオ・ジャパンの運営会社。日本の大阪市此花区に本社を置く。

## 概説

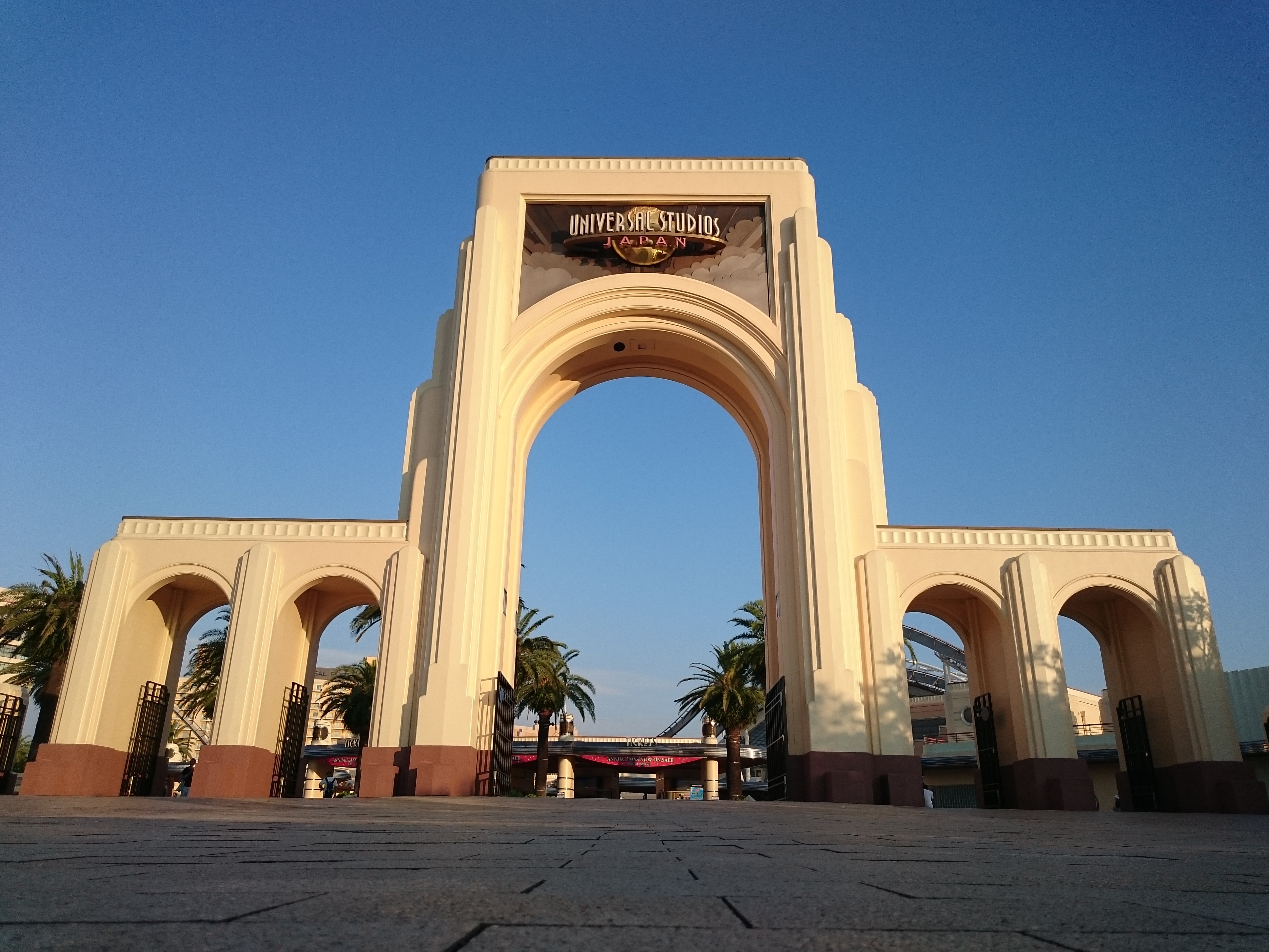
ユニバーサル・スタジオ・ジャパン（2019年8月）

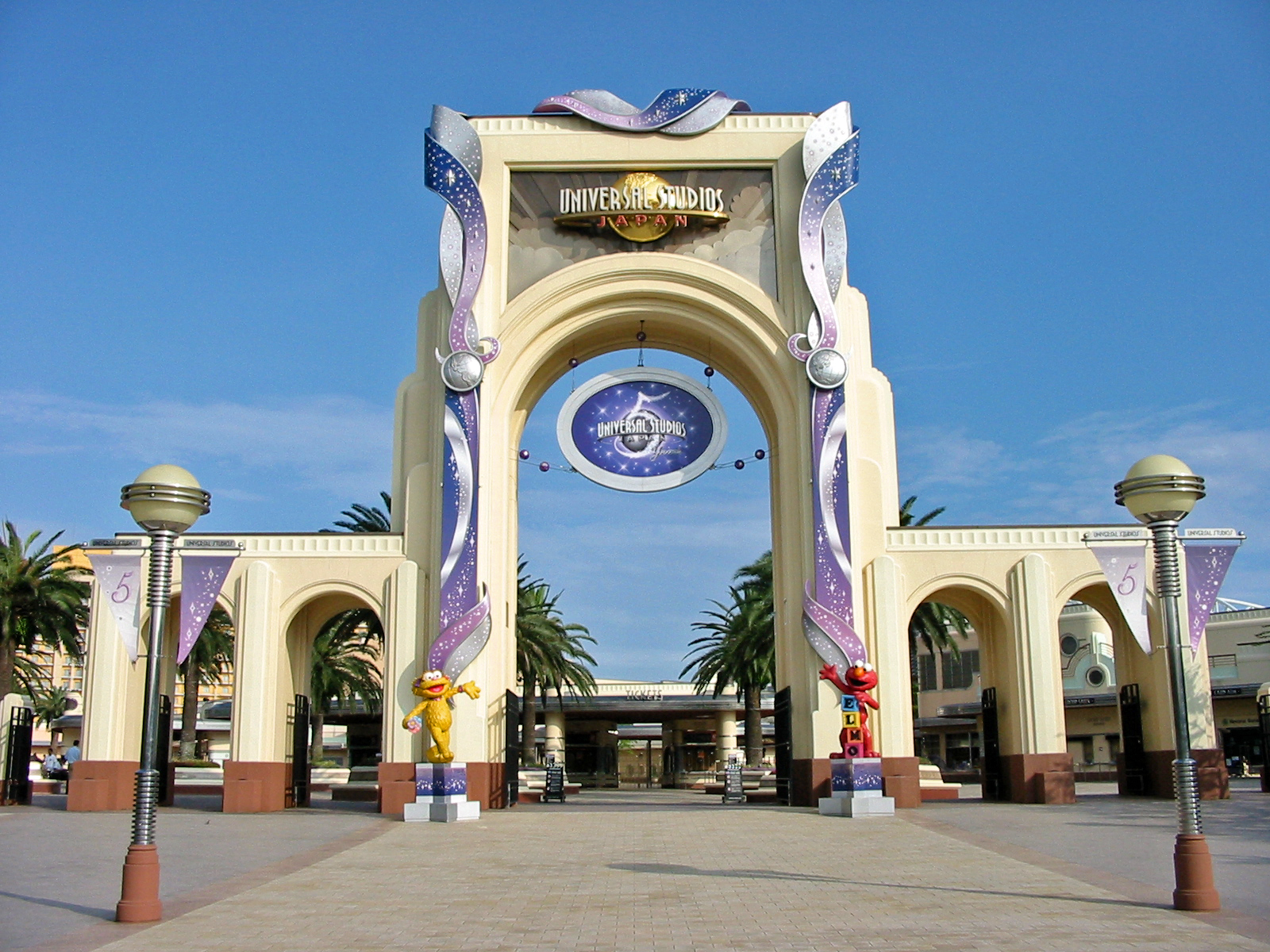
ユニバーサル・スタジオ・ジャパン（2006年7月）

1994年（平成6年）に設立された大阪市が出資する第三セクターの大阪ユニバーサル企画株式会社が前身。1996年（平成8年）に（旧）株式会社ユー・エス・ジェイとなる。
開業時に日本政策投資銀行、三井住友銀行、三和銀行、大和銀行及び富士銀行のアレンジによるプロジェクト・ファイナンスで金融機関から1,250億円の借り入れを行った。しかしながら、毎年約100億円の返済が必要で、アトラクション施設の減価償却費が毎年売上高の約2割にあたる約150億円が必要だったため経営は厳しかった。
2005年（平成17年）にA種優先株式250億円（ゴールドマン・サックスが設立したクレインホールディングス200億円、日本政策投資銀行50億円）の第三者割当増資と、借入金を650億円に圧縮してシンジケートローン（三井住友銀行、ゴールドマン・サックス証券及び日本政策投資銀行がアレンジ、融資12社が参加）によるリファイナンスを実施。それに加え、2004年と2005年は新規採用をせず、選択退職も導入し、費用削減も図った。その結果、2007年度（平成19年度）は経常収支が24億円、最終損益が10億円と初の黒字を計上している。
2007年（平成19年）に東京証券取引所マザーズ市場に上場。2009年（平成21年）にゴールドマン・サックス子会社であるSGインベストメンツ株式会社のTOBにより同社の完全子会社となり上場廃止。2010年（平成22年）2月をもって同社に吸収合併、商号を（新）株式会社ユー・エス・ジェイに変更。
2015年（平成27年）には米ケーブルテレビ大手コムキャスト傘下のNBCユニバーサルの子会社となった。2018年（平成30年）に合同会社に組織変更され合同会社ユー・エス・ジェイとなっている。

## 沿革
- 1980年代後半 - ユニバーサル・スタジオが日本進出を検討。
- 1990年（平成2年）
  - 月日不明 - 堺市にある新日本製鐵の所有地が有力地となるが破談になる。
  - 月日不明 - 大阪市総合計画21を策定。大阪市が大正区への誘致を行うが決裂。再度、此花区桜島地区を提案。具体的な検討に入る。
- 1994年（平成6年）
  - 1月 - 大阪市此花区での進出が正式に決定。
  - 12月27日 - 大阪市が第三セクターの大阪ユニバーサル企画株式会社を設立。基本計画の作成などの業務を開始。
- 1996年（平成8年）3月13日 - （旧）株式会社ユー・エス・ジェイに商号変更。
- 2001年（平成13年）3月31日 - 全面開業。ユニバーサル・スタジオ・テーマパークス（Universal Studios Theme Parks）時代（2001年 - 2002年）が誕生。
- 2002年（平成14年）
  - 8月 - アトラクション「ハリウッド・マジック」で当初消防局に届けていた火薬量を超過使用していた問題が発覚、それ以前にも残留塩素問題・期限切れ食品提供問題等不祥事が相次ぎ、その対応の拙さもあって激しい批判を浴びた。その一連の責任を取って当時の社長が10月に引責辞任した。
  - 月日不明 - ユニバーサル・スタジオ・テーマパークス（Universal Studios Theme Parks）時代（2001年 - 2002年）からユニバーサル・パークス&リゾーツ（Universal Parks & Resorts）時代（2002年 - 2024年）へ変更。
- 2005年（平成17年）8月24日 - 優先株式の発行と新融資パッケージへの転換からなるリファイナンスを実施。
- 2007年（平成19年）3月16日 - 東京証券取引所マザーズ市場に上場。23万株の公募増資で100億円を調達。
- 2009年（平成21年）9月17日 - マネジメント・バイアウト（MBO）により、上場廃止。
- 2010年（平成22年）2月1日 - 親会社のSGインベストメンツ株式会社に吸収合併。旧株式会社ユー・エス・ジェイが消滅。SGインベストメンツの商号を（新）株式会社ユー・エス・ジェイに変更。
- 2012年（平成24年）10月29日 - 運営しているユニバーサル・スタジオ・ジャパンが入場者数1億人を突破。
- 2015年（平成27年）
  - 9月28日 - 米ケーブルテレビ大手コムキャスト傘下のNBCユニバーサルが、ユー・エス・ジェイ株51％を1830億円で買い受けることを発表した。これによりUSJは世界中のユニバーサル・スタジオと同様にユニバーサル・パークス&リゾーツの傘下となった[4]。
  - 10月16日 - 不正な転売によるチケットを11月1日から無効とすることを発表した[5]。
  - 11月13日 - 代表取締役社長グレン・ガンペルが退任。後任はユニバーサル・パークス&リゾーツのジャン・ルイ・ボニエ CFO が就任。
- 2017年（平成29年）
  - 2月 - ユニバーサル・スタジオ・ジャパンのロゴが新デザイン（2代目）に変更。
- 2018年（平成30年）10月1日 - 法人を株式会社から合同会社に組織変更、商号を合同会社ユー・エス・ジェイとする。
- 2024年（令和6年）
  - 3月5日 - ユニバーサル・スタジオ・ジャパンのロゴが新デザイン（3代目）に変更。ユニバーサル・パークス&リゾーツ（Universal Parks & Resorts）時代（2002年 - 2024年）からユニバーサル・デスティネーションズ&エクスペリエンシズ（Universal Destinations and Experiences）時代（2024年 - 現在）へ変更。
  - 10月30日 - 合同会社ユー・エス・ジェイのコーポレートサイトをリニューアルしたことに伴い、ヴィヴェンディ時代のユニバーサル・スタジオを全て終了した。
- 2025年6月1日 - 代表取締役社長ジャン・ルイ・ボニエが退任。後任は現副社長の村山卓が社長に就任。

## 敷地
USJの敷地はもともと日立造船や住友金属工業などの重工業の生産拠点であった。敷地は定期借地権方式による賃借であり、基本的には50年リース。
敷地のうち、約40%に当たる約20万平方メートルは大阪市の市有地であり、この市有地部分の賃料について、USJは当初、賃料を1平方メートル当たり月額388円とすることで2007年までに大阪市と合意。しかし、民有地部分については賃料が当時の価格で1平方メートル当たり516円であるため、大阪市はこれと同額とするよう、大阪地方裁判所に提訴。2015年3月6日に同地裁は、ユー・エス・ジェイの収益が安定しているためとして、大阪市の訴えを一部認める判決を言い渡した。

## 雇用
以前は新卒採用において一貫して契約社員での雇用形態をとっており、正社員採用をしていなかったが、2020年よりオペレーション職を含む新卒は正社員として採用されるようになった。
現在は新卒、中途、アルバイト、エンターテイナーの採用を行っている。アルバイトは雇用形態によって加入できる保険の数が異なる。
また、外資系企業としては珍しく2004年（平成16年）12月に労働組合（ユー・エス・ジェイクルーアライアンス、全国繊維化学食品流通サービス一般労働組合同盟に加盟）も結成されている。

### 新卒採用
- マーケティング職
- パークリーダー職
- メンテナンス職

### 中途採用
通年採用（随時募集）

### アルバイト採用
接客
- マーチャンダイズ
- フォト
- フードサービス
- アトラクション
- スペシャルイベント
- アドミッション
- ゲストサービス
- 年間パス・センター
- ステージアシスタント
- エスコート
- ゲーム
- カート
- VIPエクスペリエンス
- フェイスペイント
- パークサービス
- パーキング
- エントリーセキュリティ
- パークセキュリティ

非接客
- キッチン
- ショーサポート
- ショーコスチューム運営
- ワードローブ
- 装飾
- オフィス事務
- セントラルキッチン
- ユニバーサルベース
- パークサービス　ナイト
- ゲートセキュリティ
- セーフティサービス
- シームストレス
- コールセンター
- ヘア＆メイク
- ナース

### エンターテイナー
- ダンサー
- シンガー
- アクター / アクトレス
- スタント
- キャラクター（身長120cmから185cmぐらいまで）

## 組織
- 社長（村山卓）
  - ユニバーサル・クリエイティブ
  - CMO
    - ストラテジック・プランニング
      - ブランディング&クリエイティブ部
      - ストラテジー&ビジネス・ディベロップメント部
      - コーポレートコミュニケーション部
        - 広報室

    - マーケティング
      - ブランド・マーケティング部
      - ブランド・メディア部

    - アライアンスマーケティング
      - マーケティングアライアンス部

    - エンターテイメント
      - エンターテイメント・ディベロップメント部
      - エンターテイメント・オペレーション部
      - エンターテイメント・クリエイティブ部

    - パークオペレーション
      - セキュリティ&エマージェンシーマネジメント部
      - シェアードサービス部
      - フードサービス部
      - マーチャンダイズ部
      - アトラクションオペレーション部
      - ゲストエクスペリエンス部
        - パーク・エクスペリエンス・クオリティ部

    - テクニカルサービス
      - アトラクションサービス部
      - エンジニアリング部
      - ファシリティサービス&ディベロップメント部
        - EHS室

  - CFO
    - ファイナンシャルプランニング&アナリシス部
    - 経理部
    - インダストリアルエンジニアリング部
    - 購買企画部
      - 内部監査室

    - 人事本部
      - 人事部
        - MMP部

      - 法務部
      - エクスターナル・アフェアーズ部
      - IT部